# Cal (pel·lícula)
Cal és una pel·lícula dramàtica irlandesa de 1984 dirigida per Pat O'Connor i protagonitzada per John Lynch i Helen Mirren. Basada en la novel·la Cal escrita per Bernard MacLaverty que també va escriure el guió, la pel·lícula va ser presentada al Festival de Cinema de Cannes de 1984, on Mirren va guanyar el premi a la millor actriu. Ha estat doblada al català.

## Sinopsi
Cal és un noi catòlic de 19 anys que viu amb el seu pare en un barri protestant d'Irlanda del Nord. Quan un dia, després de diverses amenaces, els incendien la casa, Cal decideix entrar a l'IRA. El seu únic consol serà l'amor que sent per Marcella, una vídua el marit de la qual va ser un policia assassinat per la banda terrorista.

## Repartiment
- Helen Mirren com a Marcella
- John Lynch com a Cal
- Donal McCann com a Shamie
- Ray McAnally com a Cyril Dunlop
- John Kavanagh com a Skeffington
- Stevan Rimkus com a Crilly
- Catherine Gibson com a Mrs Morton
- Louis Rolston com a Dermot Ryan
- Tom Hickey com as Preacher
- Gerard Mannix Flynn com as Arty
- Seamus Forde com a Mr Morton
- Edward Byrne com a Skeffington Sr
- J. J. Murphy com a Man in Library
- Audrey Johnson com a Luc
- Brian Munn com a Robert Morton

## Recepció
A partir del 16 de març de 2011, el lloc web de revisions agregades Rotten Tomatoes ha registrat un 91% de respostes positives basades en 11 ressenyes.
Goldcrest Films va invertir 396.000 lliures en la pel·lícula i va recaptar 278.000. Van tenir unes pèrdues de 118.000 lliures.